# Pocinho
Pocinho é uma aldeia de Portugal, sita no concelho de Vila Nova de Foz Coa, distrito da Guarda. A sua estação ferroviária é actualmente o terminal da Linha do Douro. Perto da aldeia fica a barragem do Pocinho, no rio Douro. A montante da barragem, na margem esquerda do rio, está instalado um cais fluvial com capacidade para navios com porte até 300tdw.
A povoação desenvolveu-se com a construção da estação ferroviária, que serviu de ligação entre várias regiões e se tornou num importante entreposto de mercadorias, especialmente minério e produtos agrícolas
Já anteriormente devia ser um entreposto importante pois havia aí um barca de passagem do rio, a "Barca  do  Possinho" na  comarca de  Moncorvo, pertencentes à Casa Real Portuguesa e cuja metade do seu rendimento teria sido feita mercê a D. Maria do Carmo Cabral da Cunha (mulher de Marcos Caetano de Abreu e Meneses), em 23 de Agosto de 1827, pelos serviços prestadas como açafata da infanta D. Isabel Maria da Conceição de Bragança.
O Pocinho é um dos pontos de ligação entre os distritos da Guarda e de Bragança, ligando os concelhos de Vila Nova de Foz Coa e Torre de Moncorvo.
Antes da construção da barragem a travessia era feita através de uma ponte rodo-ferroviária, que se encontra actualmente encerrada para ambos os tipos de tráfego.
Um dos mais ilustres cidadãos no campo das letras, Francisco José Viegas, nasceu no Pocinho a 14 de Março de 1962.

## Galeria

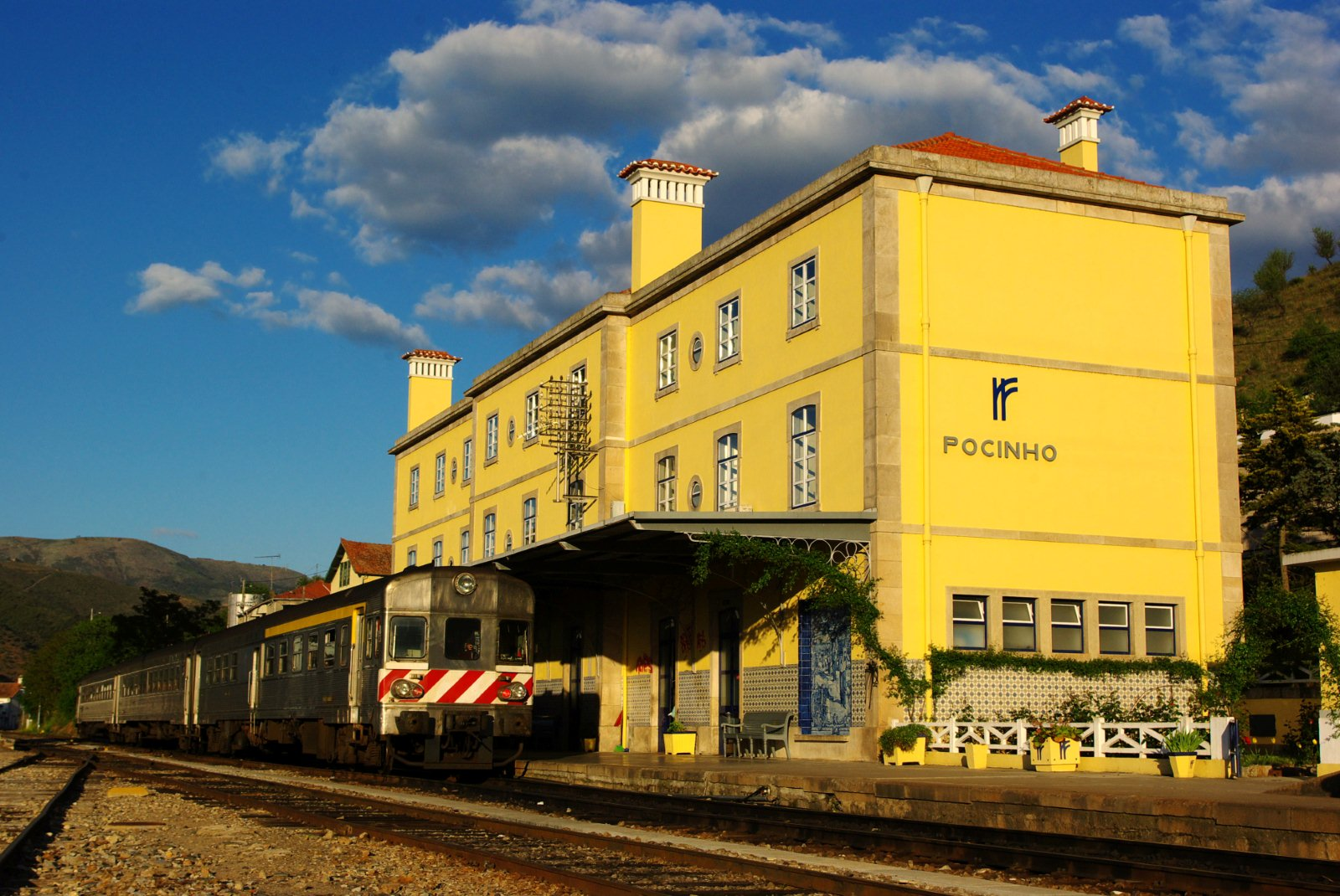
Estação Ferroviária
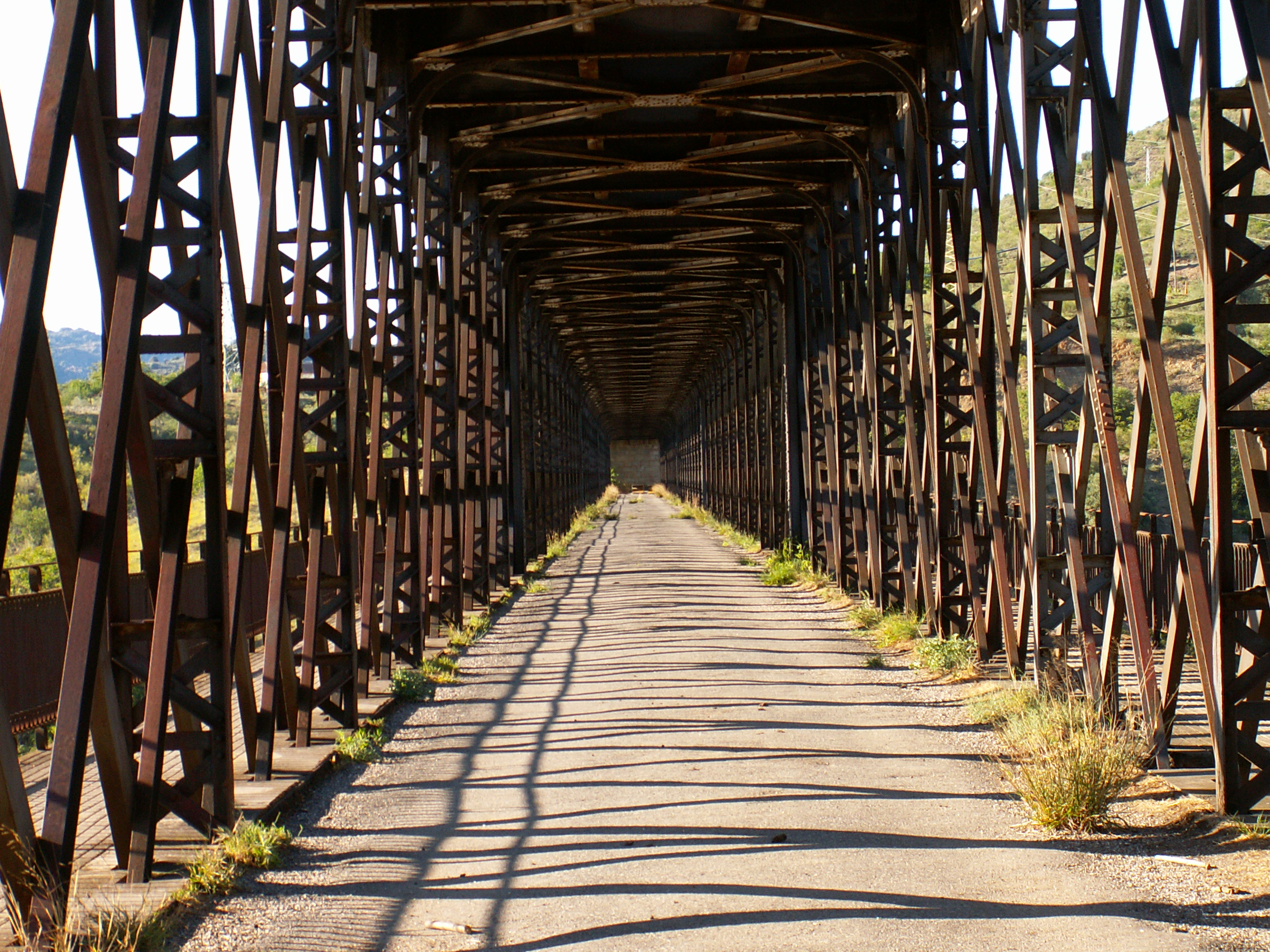
Ponte Rodo-ferroviária
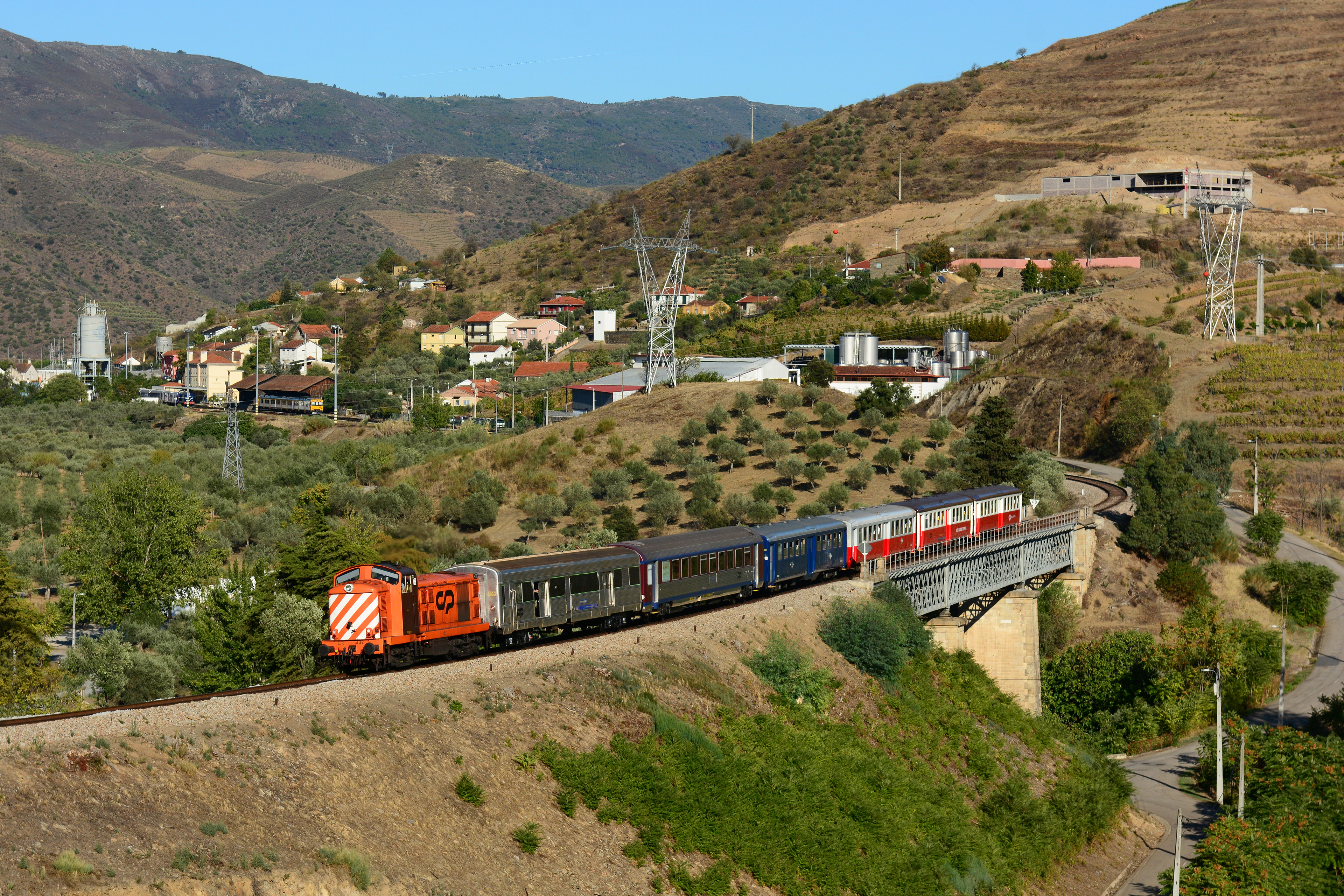
Ponte Ferroviária
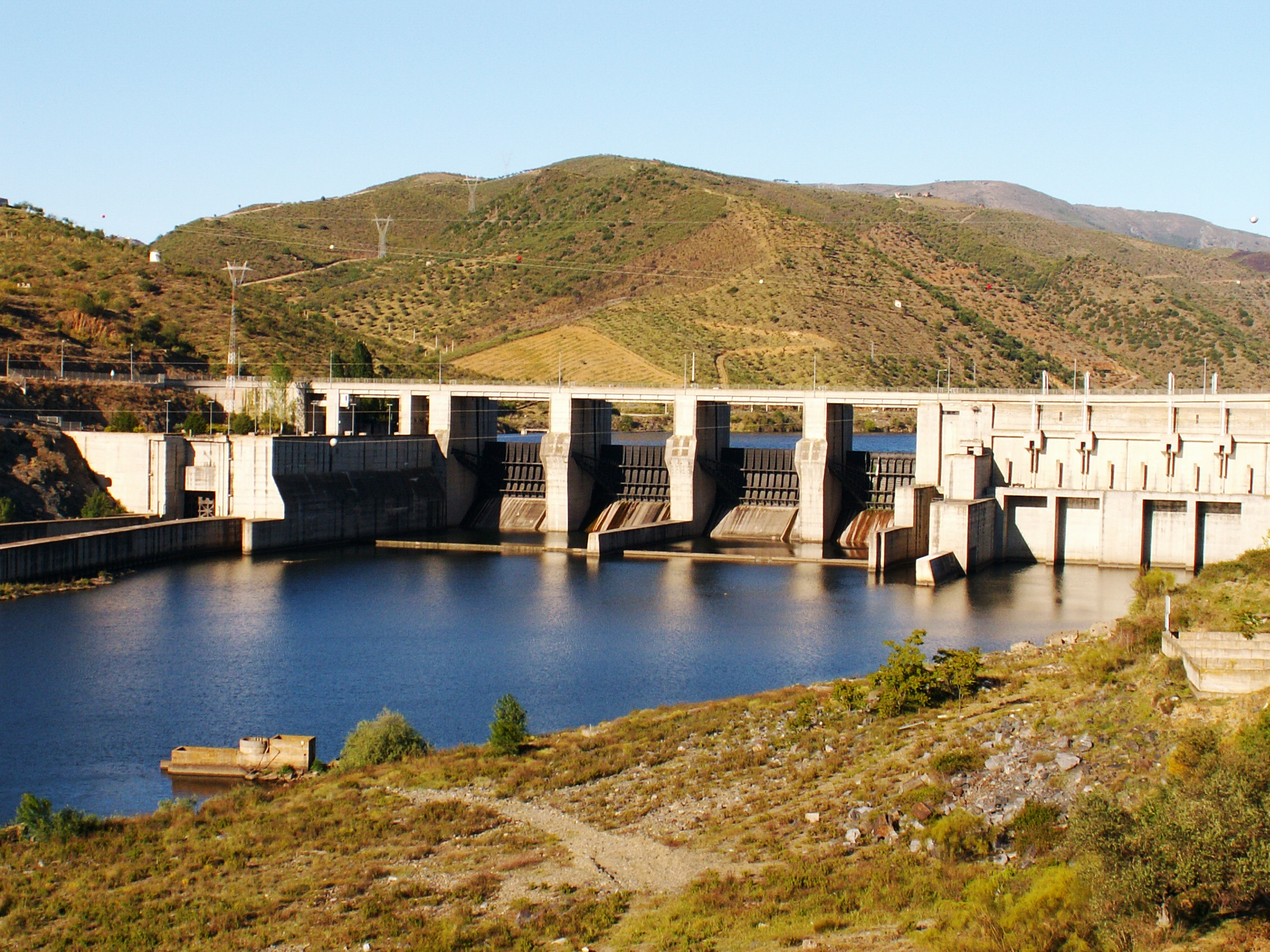
Barragem
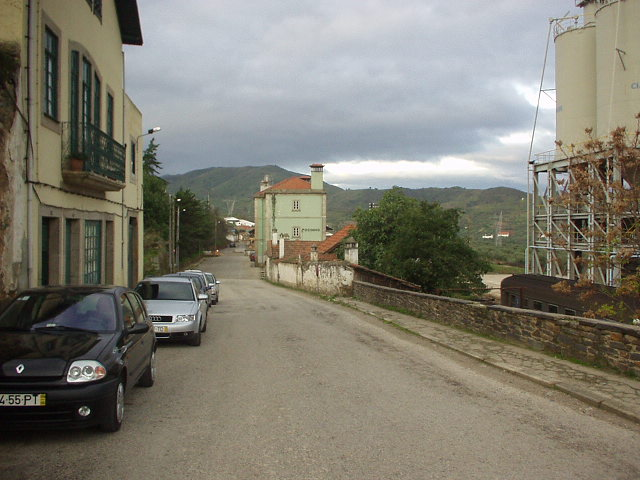
Rua do Pocinho